# Шамейка
Шамейка — малая река в России. Протекает по землям Малышевского и Асбестовского городских округов Свердловской области. Устье реки находится в 59 км по левому берегу реки Рефт. Длина реки составляет 10 км.

## Данные водного реестра
По данным государственного водного реестра России, Шамейка относится к Иртышскому бассейновому округу, водохозяйственный участок реки — Рефт от истока до Рефтинского гидроузла, речной подбассейн реки — Тобол. Речной бассейн реки — Иртыш.
Код объекта в государственном водном реестре — 14010502112111200007700.